# Louis-Isaac Lemaistre de Sacy
Don Louis-Isaac Lemaistre de Sacy (Parigi, 29 marzo 1613 – Pomponne, 4 gennaio 1684) è stato un teologo, biblista e umanista francese.
Personalità del giansenismo, fu particolarmente noto per la sua traduzione della Bibbia, nella versione più diffusa del XVIII secolo, detta anche Bibbia di Port-Royal o Bibbia di Sacy.

## Biografia
Isaac-Louis Lemaistre de Sacy nacque il 29 marzo 1613 dall'ugonotto Isaac Le Maistre († 1640) e da Catherine Arnold, sorella di Angélique Arnauld, i quali ebbero altri quattro figli. Nel 1638, quando i suoi fratelli maggiori Antoine e Simon rinunciarono alla loro carriera e andarono a Port Royal, Louis-Isaac li seguì per occuparsi di educazione.
Nel 1650, pubblicò una raccolta di preghiere che ebbe un grande successo, Le ore di Port Royal, in cui sono tradotti inni liturgici.
Ma la persecuzione colpì Port-Royal sin dal 1654 (vedi Giansenismo). Il sieur de Sacy fu imprigionato alla Bastiglia il 13 maggio 1666, rimanendovi fino al 14 novembre 1668. Egli approfittò di questi anni per portare a compimento la traduzione del Vecchio Testamento iniziata dal suo fratello Antoine dalla Vulgata. Così divenne l'autore di una famosa traduzione francese della Bibbia, detta Bibbia di Port-Royal o Bibbia di Sacy. Dopo il suo rilascio, Louis-Isaac spese molto tempo nel rivedere la sua traduzione e nello scrivere i commenti che si accompagnavano ad ogni libro della Bibbia.
Dal 1672 fino alla sua morte avvenuta nel 1684, de Sacy ha pubblicato dieci libri della Bibbia. Utilizzando i manoscritti lasciati da de Sacy, il suo amico, Pierre Thomas (1634-1698) terminò l'opera, la cui pubblicazione fu eseguita dal 1685 al 1693.

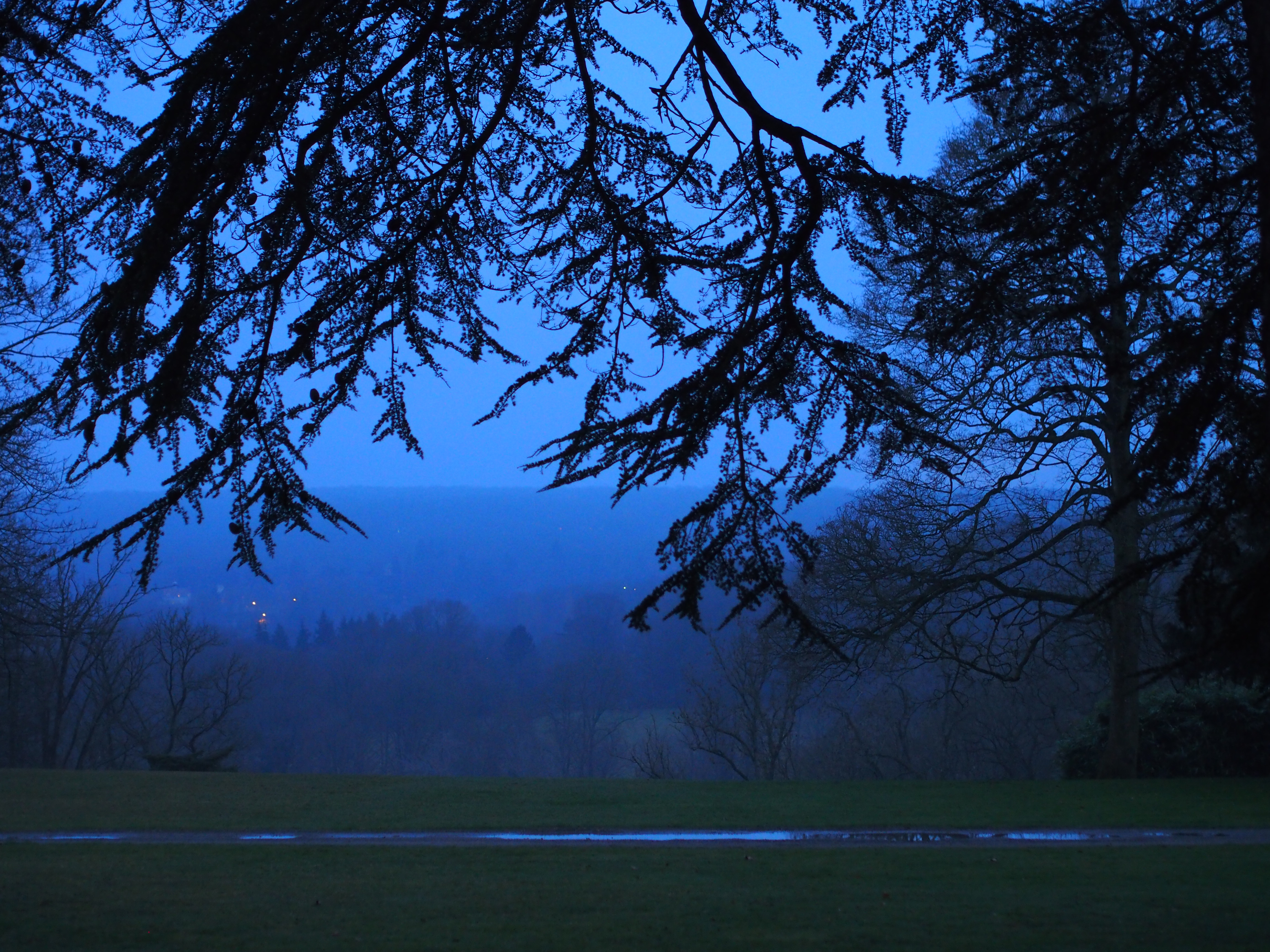
Dalla soglia del museo di Port-Royal-des-Champs.

Nel 1696, vennero pubblicati i 32 volumi dell'opera intitolata La Sainte Bible contenant l'Ancien et le Nouveau Testament.

## Bibbia di Sacy
Alcuni teologi sostengono che la traduzione di Lemaistre de Sacy si allontana talvolta da quella originale senza una ragione apparente. Altri la vedono come un testo semplice ed elegante. Per quanto riguarda i commenti, è stato rimproverato di incoraggiare troppo le tesi di Giansenio.
La Bibbia di Port-Royal è stata sviluppata nella scia dei lavori di Logica effettuati dall'Abbazia di Port-Royal, a Parigi. Questa logica voleva basarsi esclusivamente sulla matematica, di cui pensava poter replicare il modello in tutte le altre aree di conoscenza e di esercizio della ragione, e quindi anche nel campo della formazione e della sintassi grammaticale di tutti gli enunciati della Lingua, offrendo così un ideale di linguaggio razionale che potrebbe conciliare la mente di finezza e lo spirito di geometria: cioè il discorso per eccellenza.